# Krásná Lípa
Krásná Lípa (německy Schönlinde) je město s přibližně 3 400 obyvateli v okrese Děčín v Ústeckém kraji. Od roku 2000 je město sídlem Správy Národního parku České Švýcarsko.

## Geografie
Krásná Lípa je město na severu Česka, v severovýchodní části okresu Děčín. Leží na horním toku říčky Křinice na pomezí Národního parku České Švýcarsko a Lužických hor. Sousedními obcemi sídla jsou Doubice, Chřibská, Rumburk, Varnsdorf, Rybniště a Staré Křečany.

## Historie

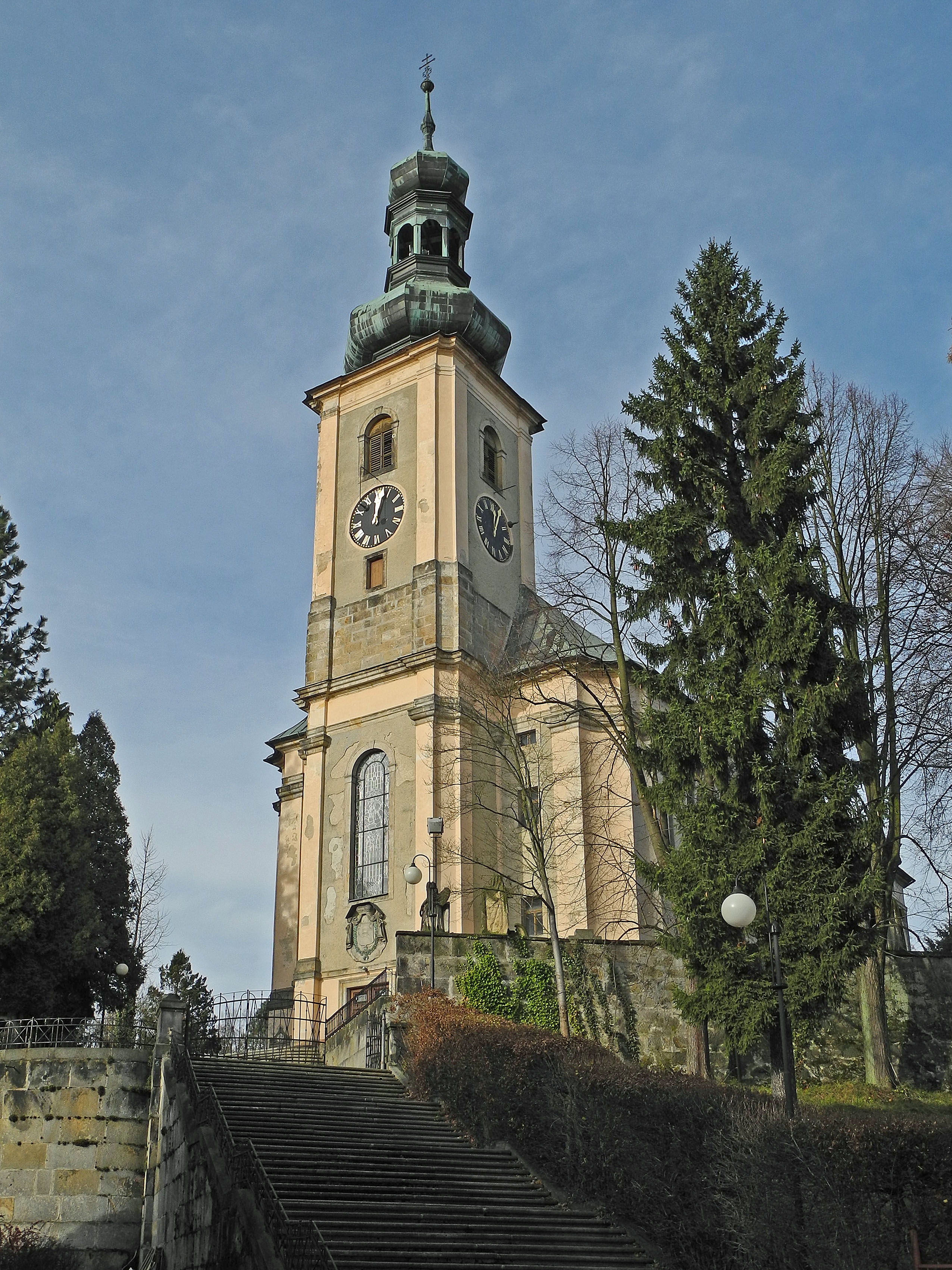
Kostel sv. Máří Magdaleny

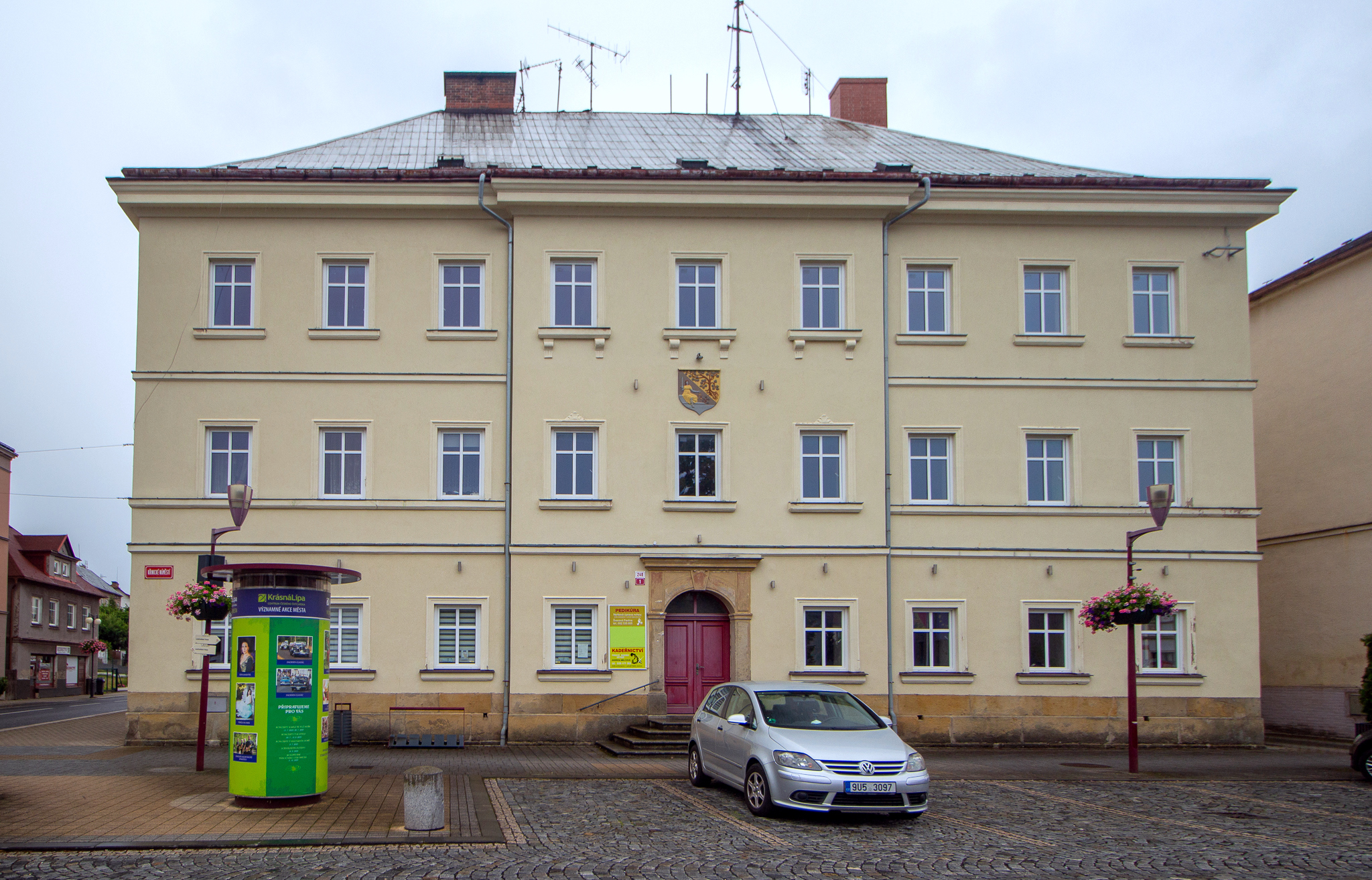
Někdejší radnice na náměstí

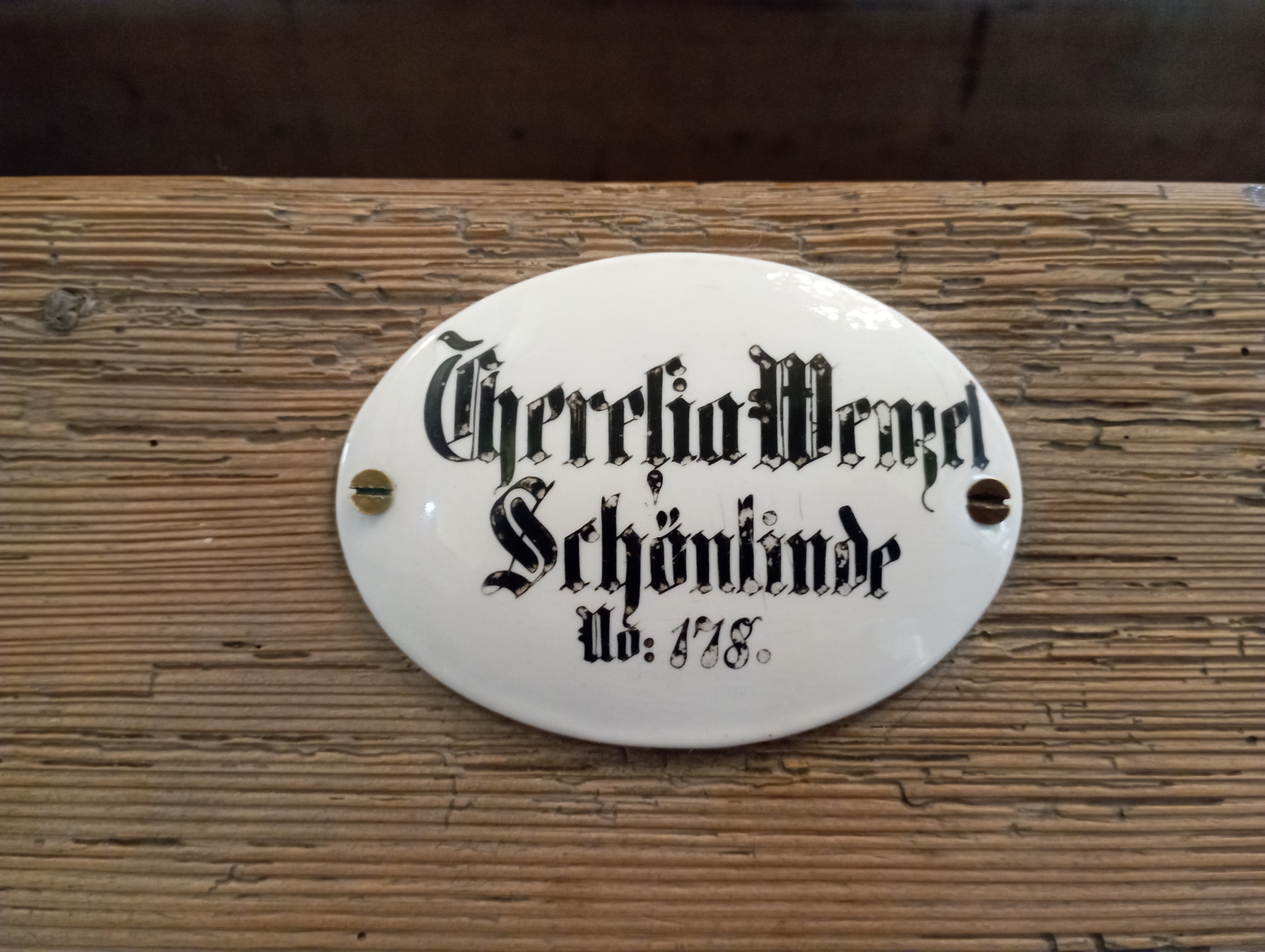
Německý název Krásné Lípy - Schönlinde na tabulce z kostelní lavice

Krásná Lípa vznikla zřejmě ve druhé polovině 13. století v důsledku kolonizační činnosti Ronovců, tehdejších majitelů oblasti. Prvními osadníky bylo zřejmě na 30 rodin kolonistů z Horních Frank. První písemná zmínka pochází z roku 1361, kdy jako majitel vsi je doložen Vaněk z Vartemberka. S nástupem reformace je Krásná Lípa v roce 1551 zmiňována jako celá evangelická. O zhruba 100 let později následoval úplný návrat ke katolicismu.
Dle Berní ruly z roku 1654 se v Krásné Lípě v uvedeném roce nacházelo 32 selských statků, 4 chalupníci a 59 domkářů. V roce 1731 byla ves císařem Karlem VI. povýšena na městys, v téže době se rozvíjela výroba a zpracování textilu. K povýšení na město došlo v roce 1870, kdy textilní výroba již měla průmyslový charakter (například nitařský závod Antona Friedricha). O rok dříve (1869) byla obec napojena na železniční síť. Vedle rozvoje průmyslu je 2. polovina 19. století spjata také s rozvojem turismu, 23. srpna 1885 byl v Krásné Lípě pod vedením Dr. Johanna Hilleho založen Horský spolek pro nejsevernější Čechy, který se zasazoval o vytváření turistické infrastruktury.
Do poloviny 20. století bylo obyvatelstvo z drtivé většiny německé. Po druhé světové válce byli původní starousedlíci na základě tzv. Benešových dekretů vysídleni a jejich majetek bez náhrady zkonfiskován a katolické kostely odňaty církvi. Následoval příliv nového českého obyvatelstva z vnitrozemí, ze Slovenska, tzv. repatriantů a Romů. V Krásné Lípě dnes žije početná romská populace, jejíž podíl oproti zbytku populace roste.

### Hospodářství
V Krásné Lípě byl rozvinutý tradiční textilní průmysl, v první polovině 19. století zde vzniklo několik továren na výrobu punčochového zboží.
V současné době ve městě působí několik společností:
- Schindlerova pletárna s.r.o.
- Johnson Turning Technology s.r.o.
- Northco Systems
- Pivovar Falkenštejn

## Obyvatelstvo
| | 1869  | 1880  | 1890  | 1900  | 1910  | 1921  | 1930  | 1950  | 1961  | 1970  | 1980  | 1991  | 2001  | 2011  | 2021  |
| --- | ----- | ----- | ----- | ----- | ----- | ----- | ----- | ----- | ----- | ----- | ----- | ----- | ----- | ----- | ----- |
| Obyvatelé | 6 252 | 6 597 | 6 843 | 6 879 | 6 930 | 5 936 | 6 600 | 3 423 | 3 555 | 3 315 | 3 323 | 3 059 | 3 288 | 3 133 | 2 993 |
| Domy | 662   | 777   | 835   | 908   | 906   | 924   | 1 026 | 1 011 | 773   | 637   | 593   | 620   | 633   | 671   | 717   |
| Tabulka zahrnuje údaje bývalých osad Falkenhain, Fiebigthal, Krásná Lipenská Klause, Nová Krásná Lípa a Nové Forstwalde. Data z roku 1961 zahrnují i domy z místních částí Hely, Kamenná Horka, Krásný Buk a Kyjov. |       |       |       |       |       |       |       |       |       |       |       |       |       |       |       |

V roce 1910 mělo město okolo 7 000 obyvatel (pouze město, bez blízkého okolí), v důsledku poválečných odsunů Němců tento počet klesl po roce 1945 na zhruba 3 100 (po započtení všech místních částí).
Podle sčítání lidu tu k roku 2001 žilo 3 639 obyvatel, ve městě se nacházelo 973 domů.

## Městská správa

### Části města
- Dlouhý Důl
- Hely
- Kamenná Horka
- Krásná Lípa
- Krásný Buk
- Kyjov
- Sněžná
- Vlčí Hora
- Zahrady

### Městské symboly
Vlajka byla městu udělena rozhodnutím předsedy Poslanecké sněmovny Parlamentu České republiky dne 14. března 2002.

## Pamětihodnosti
- Barokní kostel sv. Máří Magdaleny z let 1754/1758 a věží z roku 1777
- Köglerova naučná stezka Krásnolipskem
- Nejstarší dům čp. 254 s kavárnou U Frinda
- Městský park
- Správa Národního parku České Švýcarsko
- Ve městě kdysi rostla tzv. Tisíciletá lípa, dnes již zaniklý památný strom.
- Křížová cesta na Kostelním vrchu
- Novorenesanční Dittrichova hrobka na městském hřbitově
- Zbořený starokatolický kostel Spasitele

## Organizace aspolky

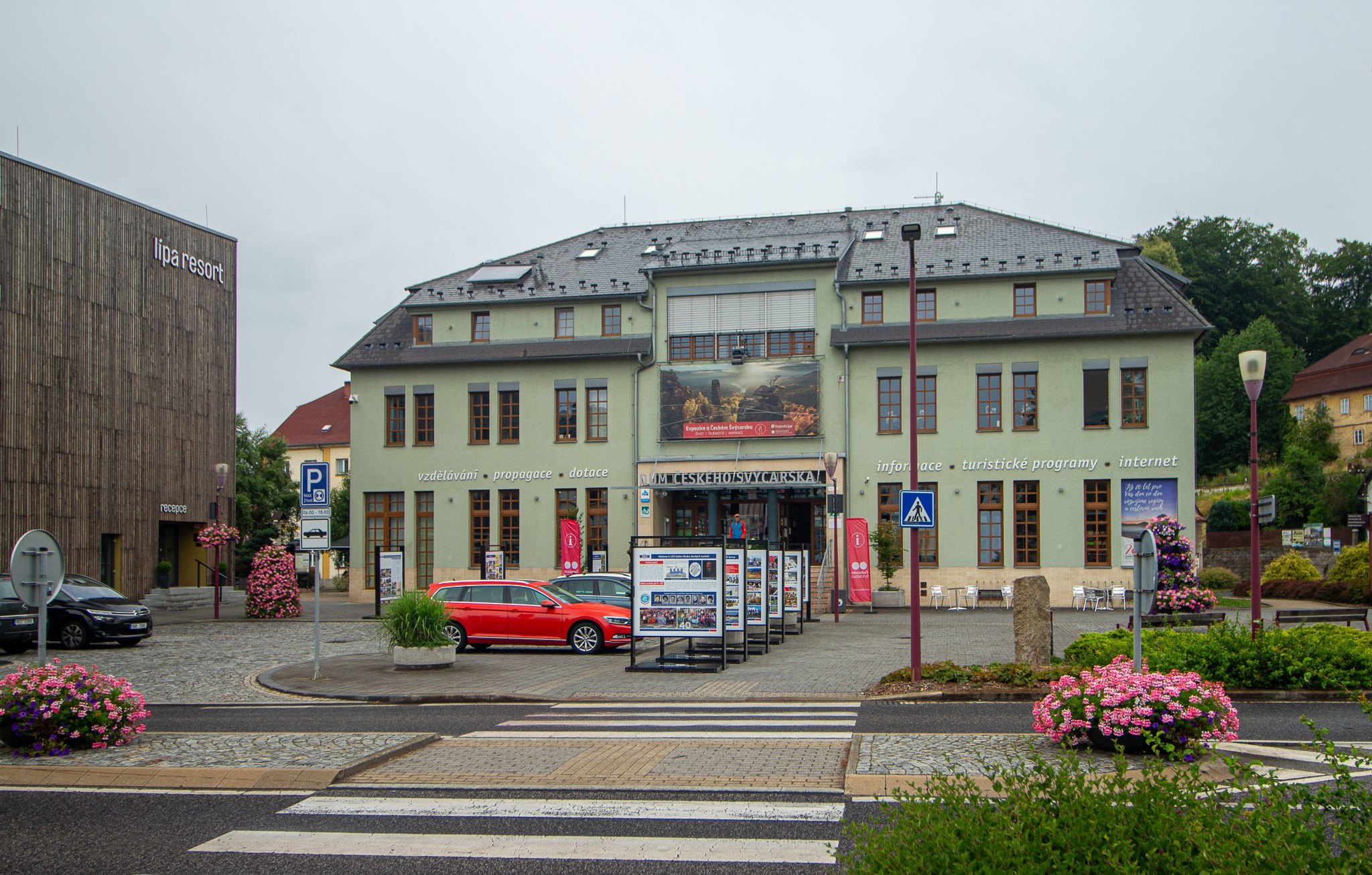
Dům Českého Švýcarska

- Správa Národního parku České Švýcarsko
- Klub českých turistů
- Kostka Krásná Lípa, p. o.
- České Švýcarsko, o. p. s.
- Český svaz ochránců přírody 4. ZO Tilia Krásná Lípa
- ATOM Zelenáči
- Lípa pro zdraví, o. s.
- Čačipen, o. s.
- Cedr, o. s.
- Krásnolipský spolek
- T-Klub

## Významné osobnosti
- Thaddeus Palme (1765–1836), kantor a hudebník
- Franz Bendel (1833–1874), skladatel a pianista
- Karlheinz Blaschke (1927–2020), saský archivář a historik
- Carl August Dittrich (1819–1886), textilní průmyslník a politik
- Carl August Dittrich mladší (1853–1918), textilní průmyslník a mecenáš
- Anton Friedrich (1820–1891), průmyslník a politik
- August Frind (1852–1924), akademický malíř
- Dieter Hanitzsch (* 1933), karikaturista
- Wendelin Heene (1855-1913), švýcarský architekt a stavitel
- Antonín Filip Heinrich (1781–1861), skladatel a dirigent
- Karl Hielle (1848-1891), podnikatel, majitel textilní firmy Hielle & Dittrich v Krásné Lípě a politik
- Johann Hille (1852–1925), předseda Horského spolku pro nejsevernější Čechy
- Rudolf Kögler (1899–1949), textilní návrhář a amatérský geolog
- Albin Hugo Liebisch (1888–1965), konstruktér motocyklů Čechie-Böhmerland
- Gerhard Mitter (1935–1969), automobilový závodník, trojnásobný mistr Evropy v závodech do vrchu
- Johann Münzberg (1799–1878), výrobce textilu
- Markéta Popperová (1897–1976), německá fotografka; zemřela zde
- Manfred Preußger (* 1932), skokan o tyči
- Josef Schlegel (1869-1955), rakouský politik, zemský hejtman Horního Rakouska, předseda dvorního účetnictva
- August Strádal (1860–1930), hudební pedagog a skladatel
- Fred Vatter (1915-2004), textilní podnikatel
- Anna Waldhauserová (1860–1946), básnířka a prozaička
- Antonín Alois Weber (1877–1948), biskup litoměřické diecéze

## Politika vKrásné Lípě
Zastupitelstvo Krásné Lípy má 21 zastupitelů.

## Železniční doprava
Městem prochází od jihu železniční trať Děčín–Rumburk, na které jsou dvě zdejší zastávky, stanice Krásná Lípa a zastávka Krásná Lípa město. Ve stanici Krásná Lípa na tuto trať navazuje odbočná větev do Panského, na níž je osobní doprava provozována jen v letní sezóně o víkendech.

## Sport
- Tour de Feminin

## Partnerská města
- Kottmar, Německo
- Sebnitz, Německo
- Żyrardów, Polsko

## Galerie

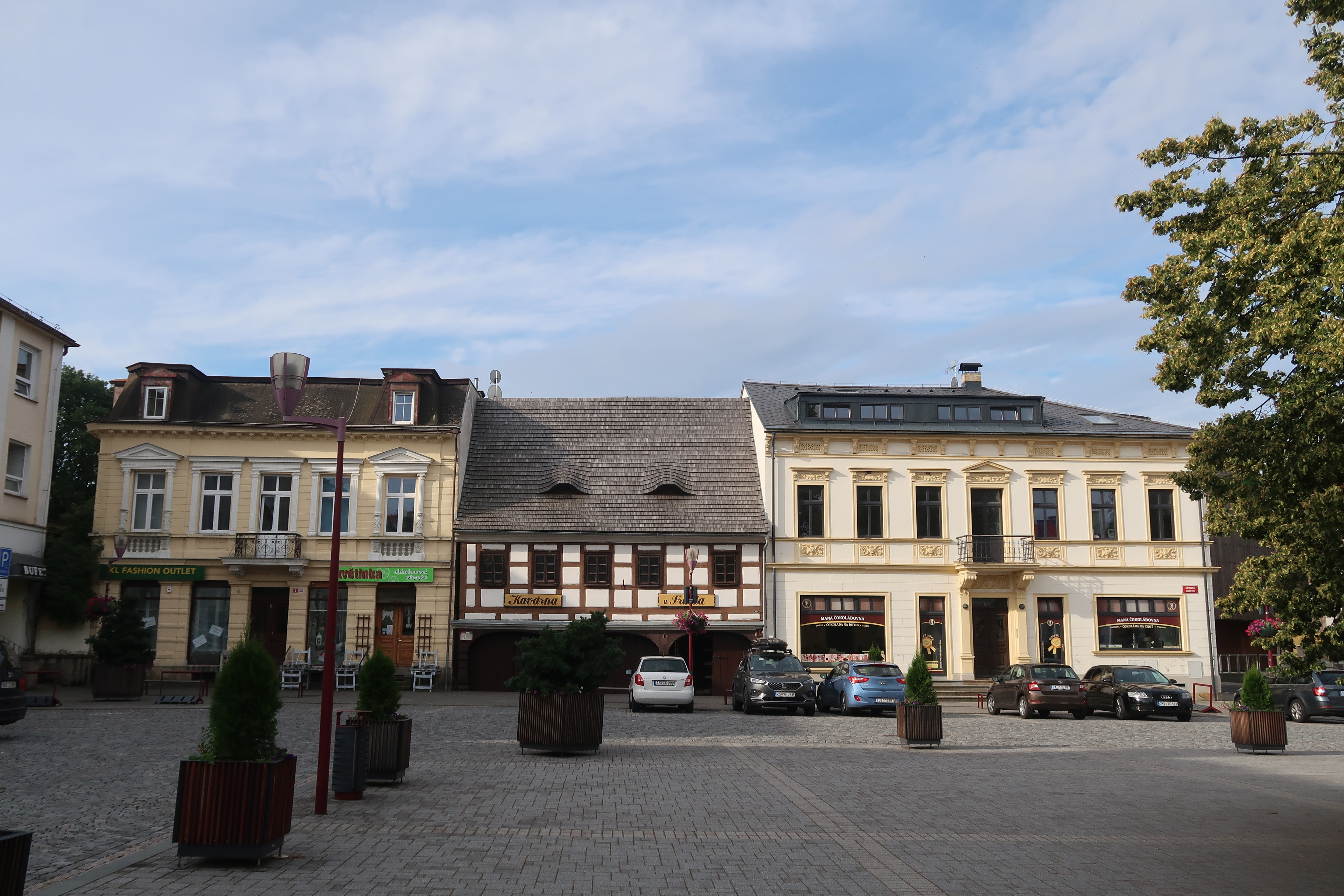
Jižní část Křinického náměstí s nejstarším domem U Frinda
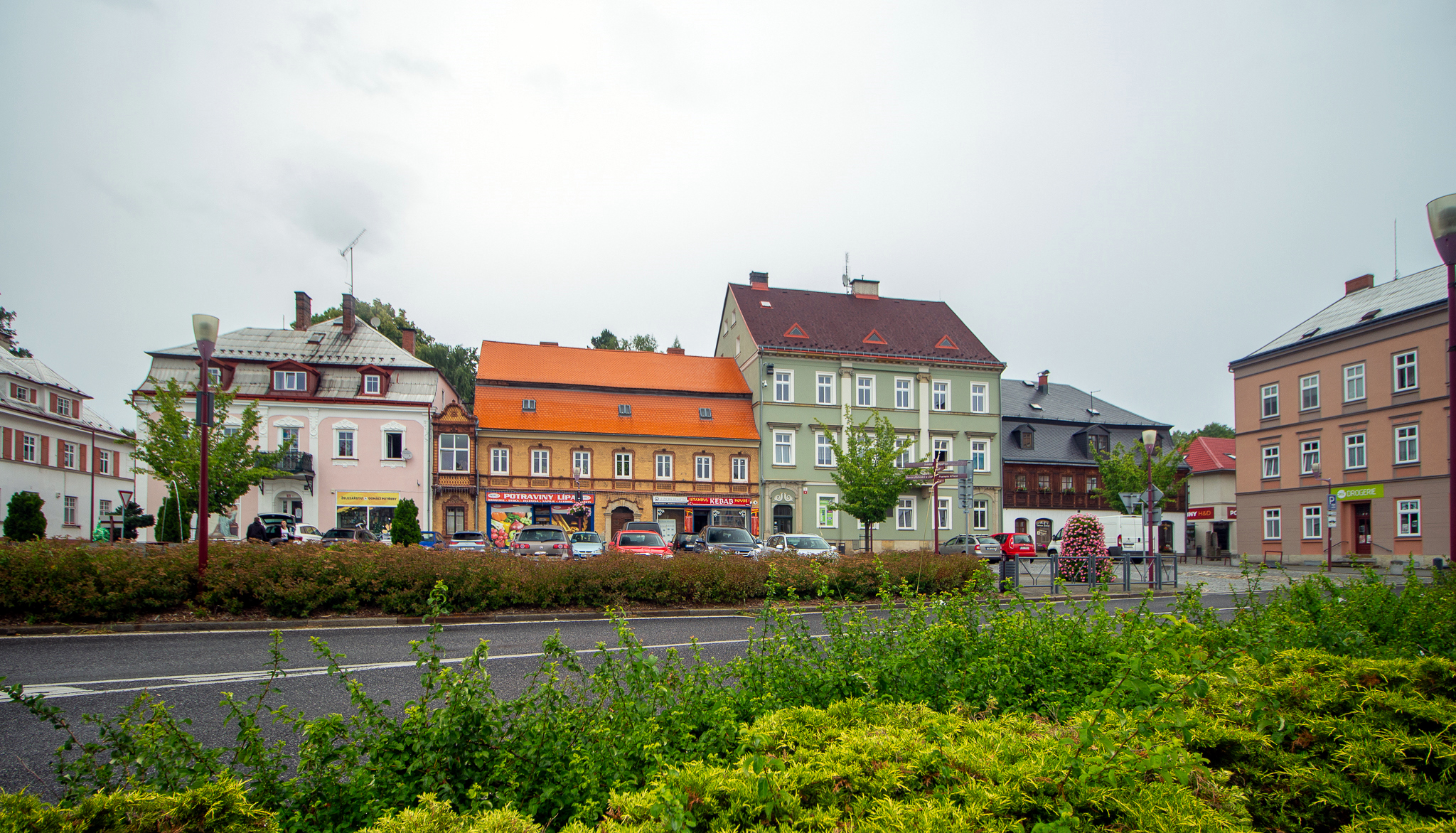
Severní část Křinického náměstí
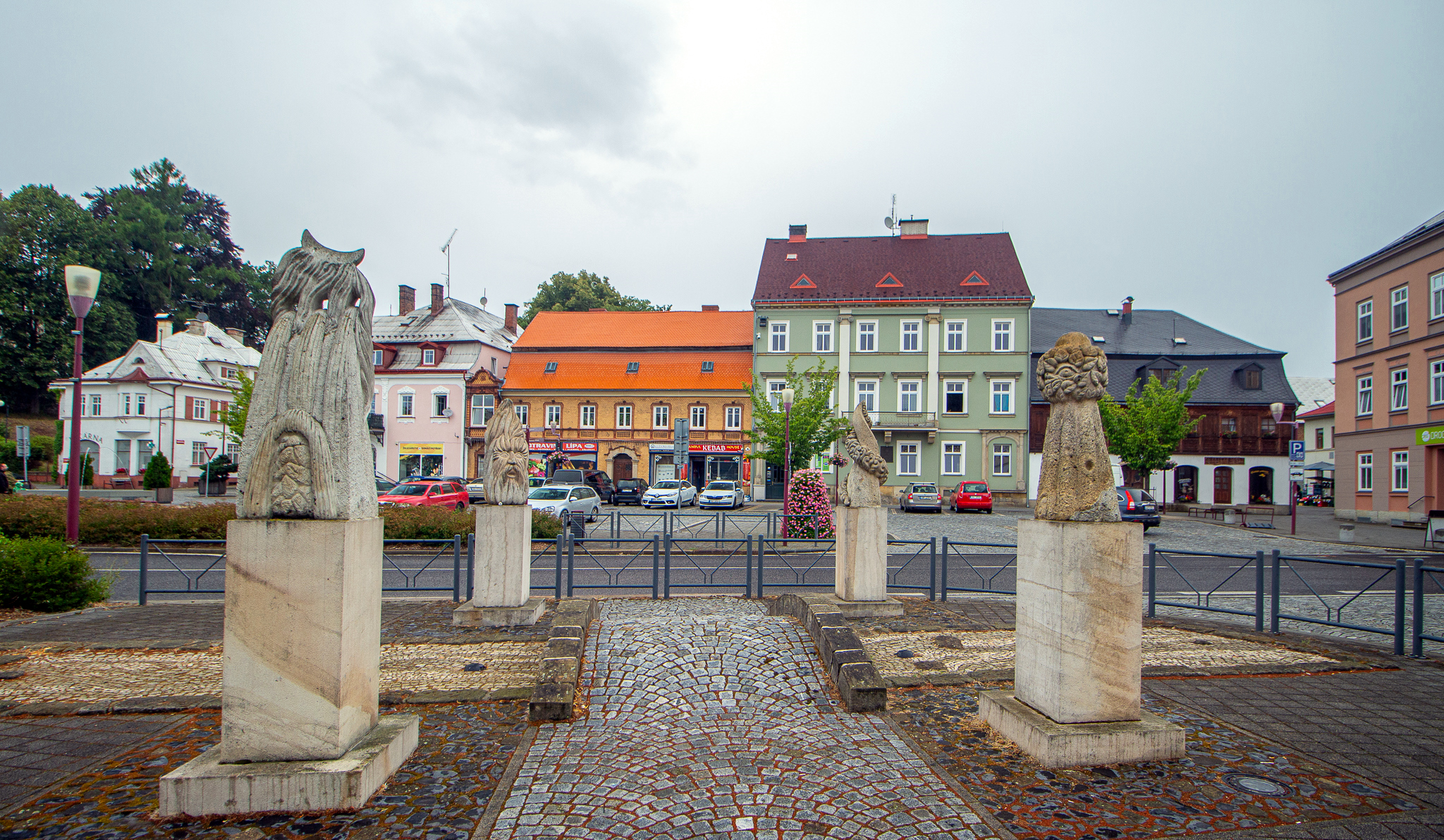
Křinické náměstí
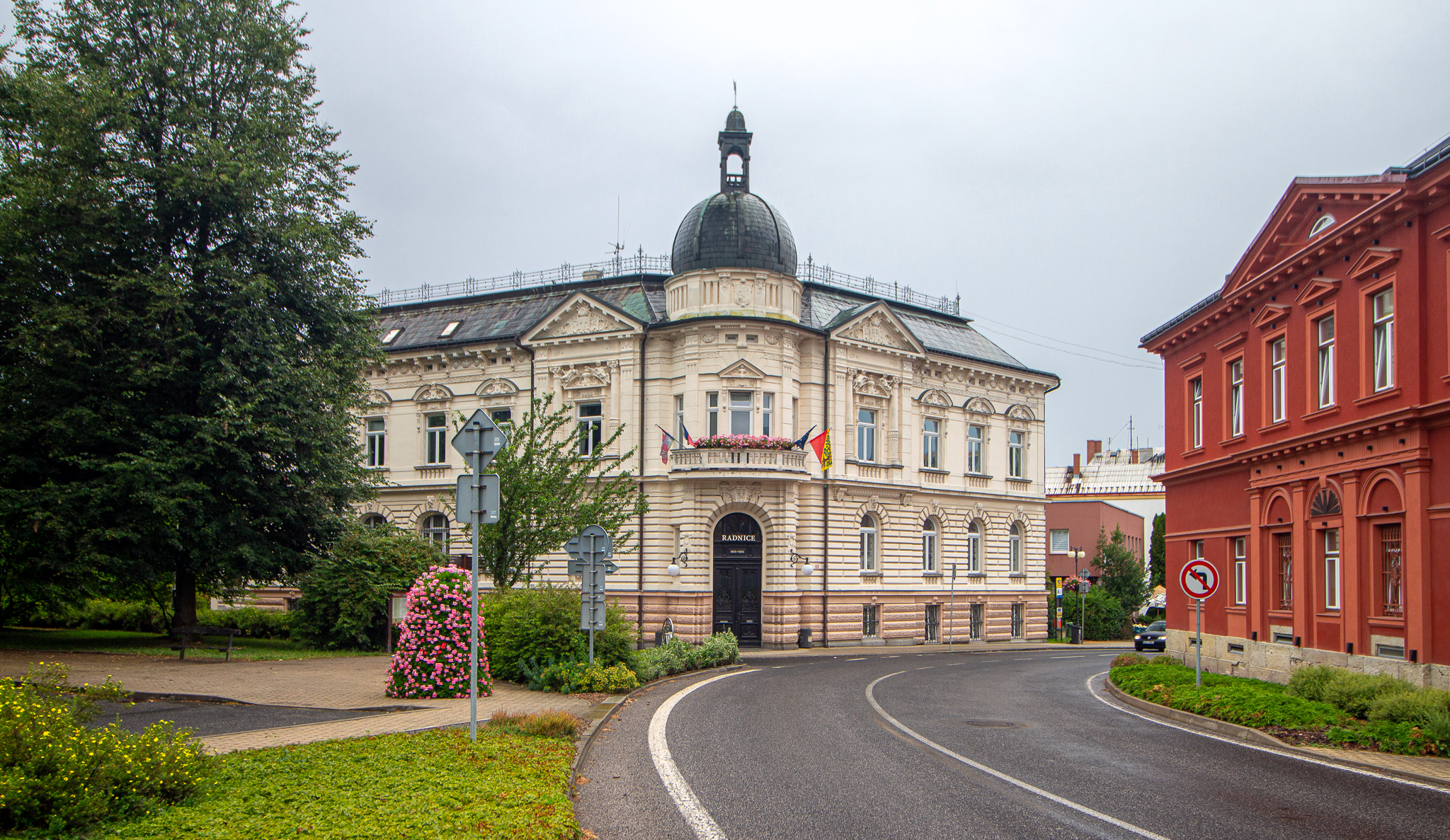
Městský úřad (původně městská spořitelna, 1899–1900)
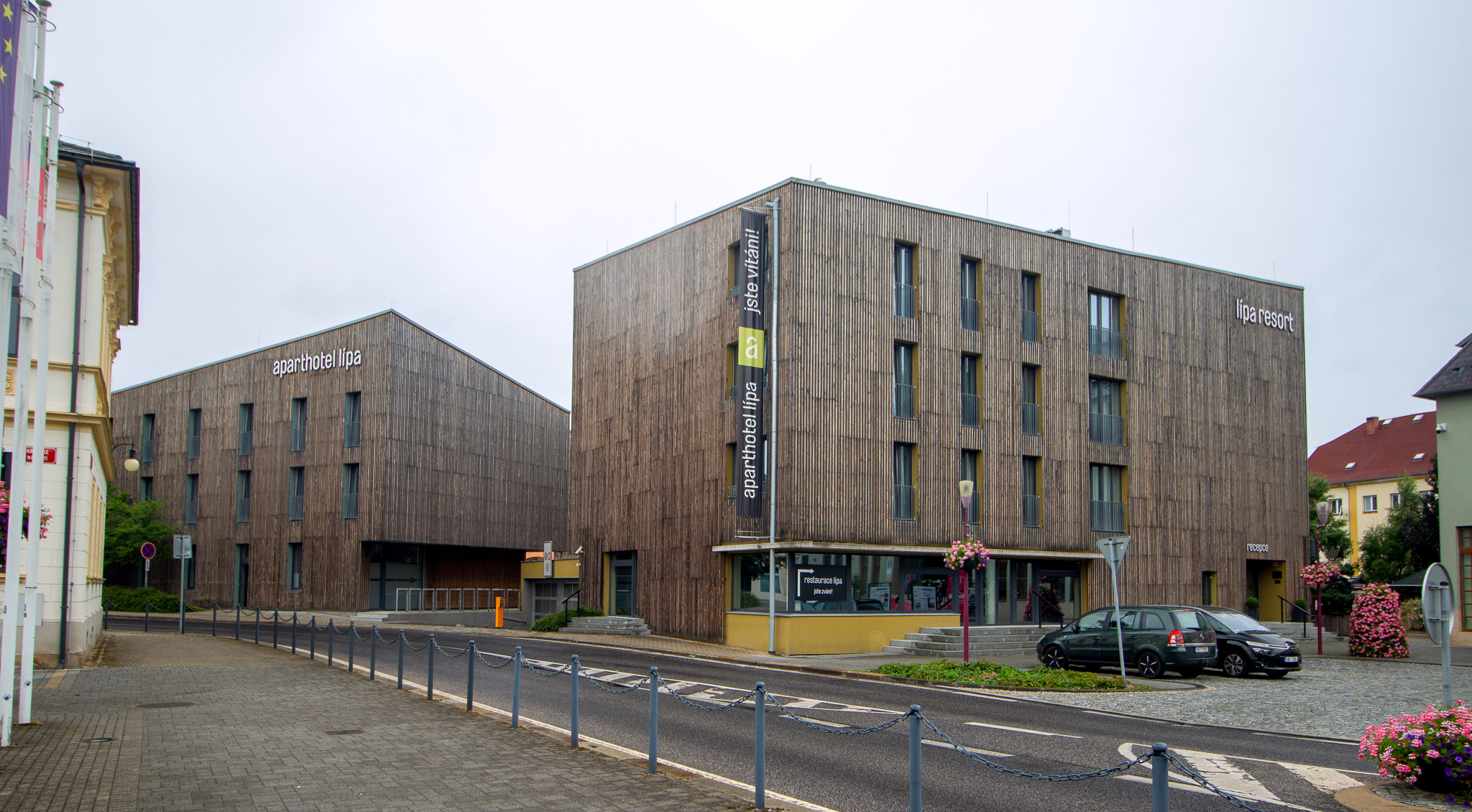
Pohled z Křinického náměstí do Dittrichovy ulice s hotelovým resortem Lípa
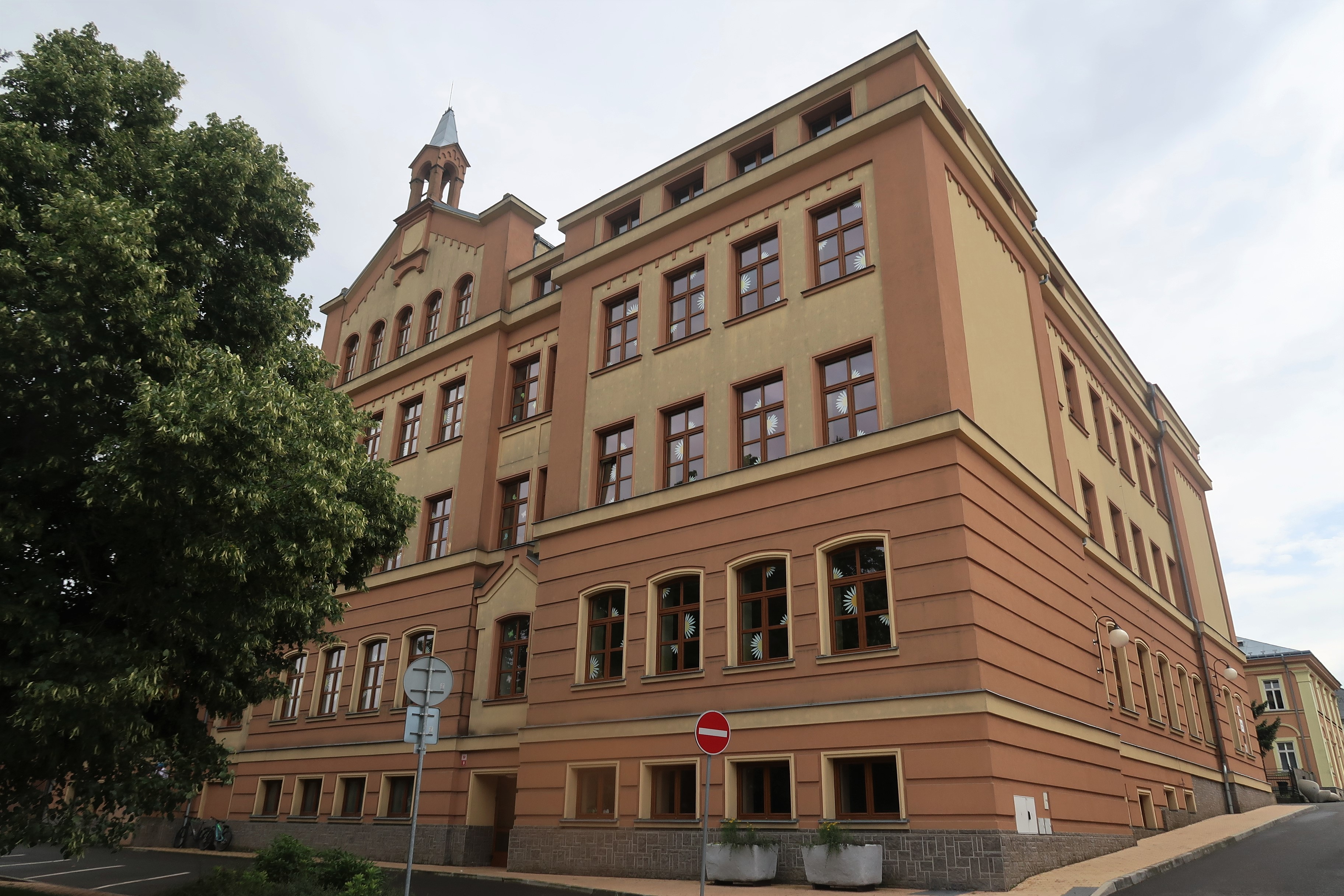
Areál základní školy z konce 19. století ve Školní ulici
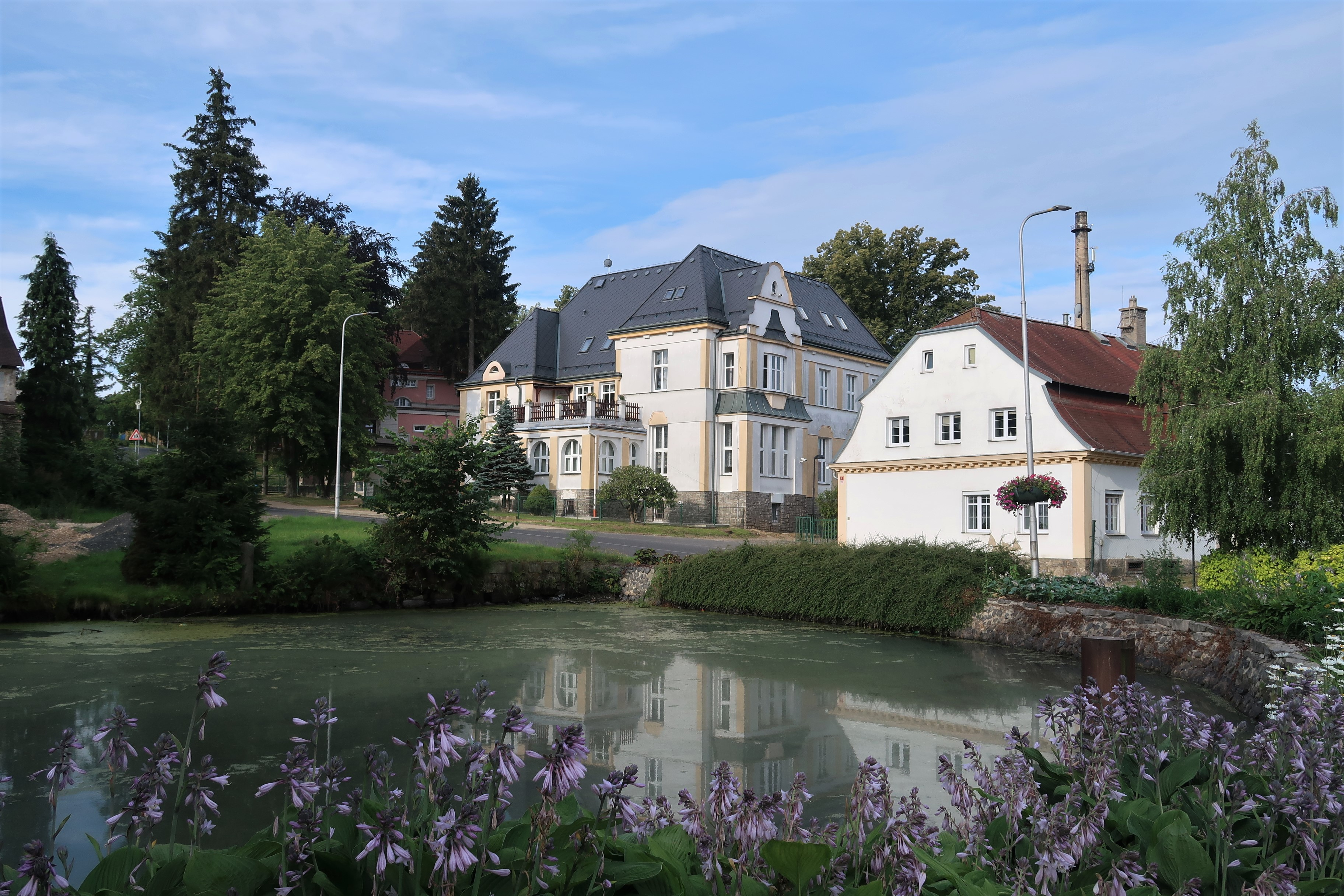
Dittrichova ulice s dětským domovem (bývalý sirotčinec)
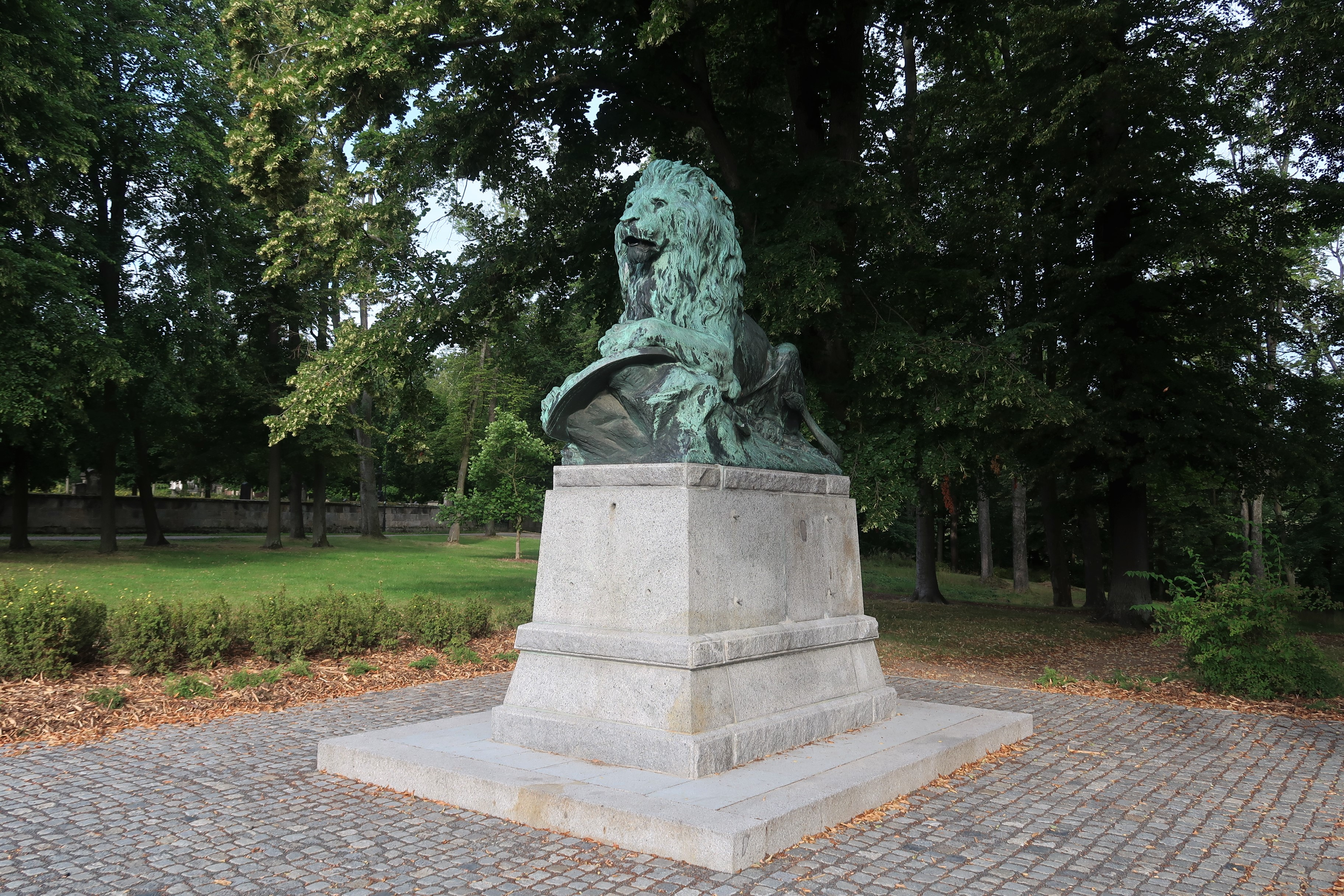
Socha lva z roku 1908
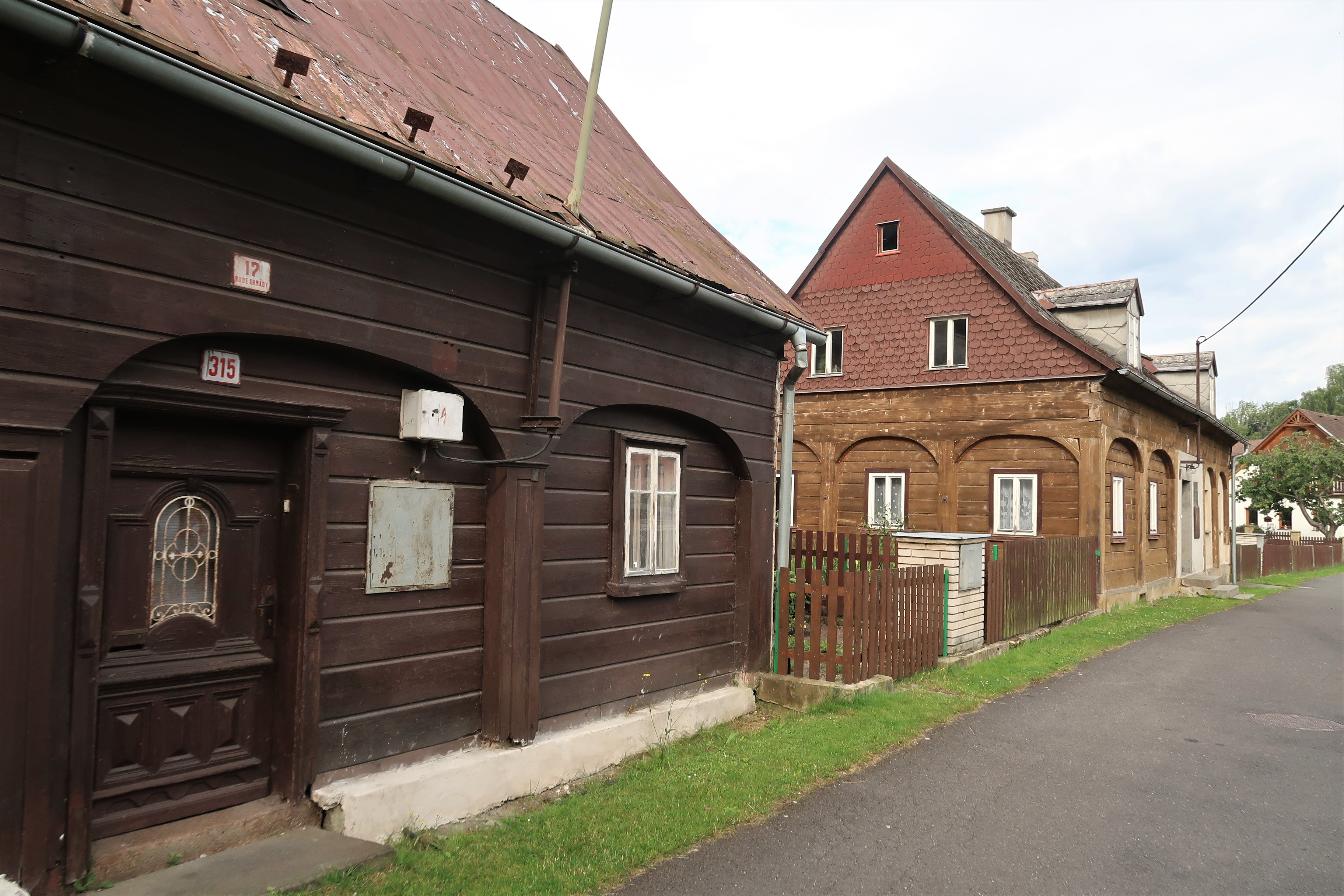
Stará zástavba ve Stradalově ulici
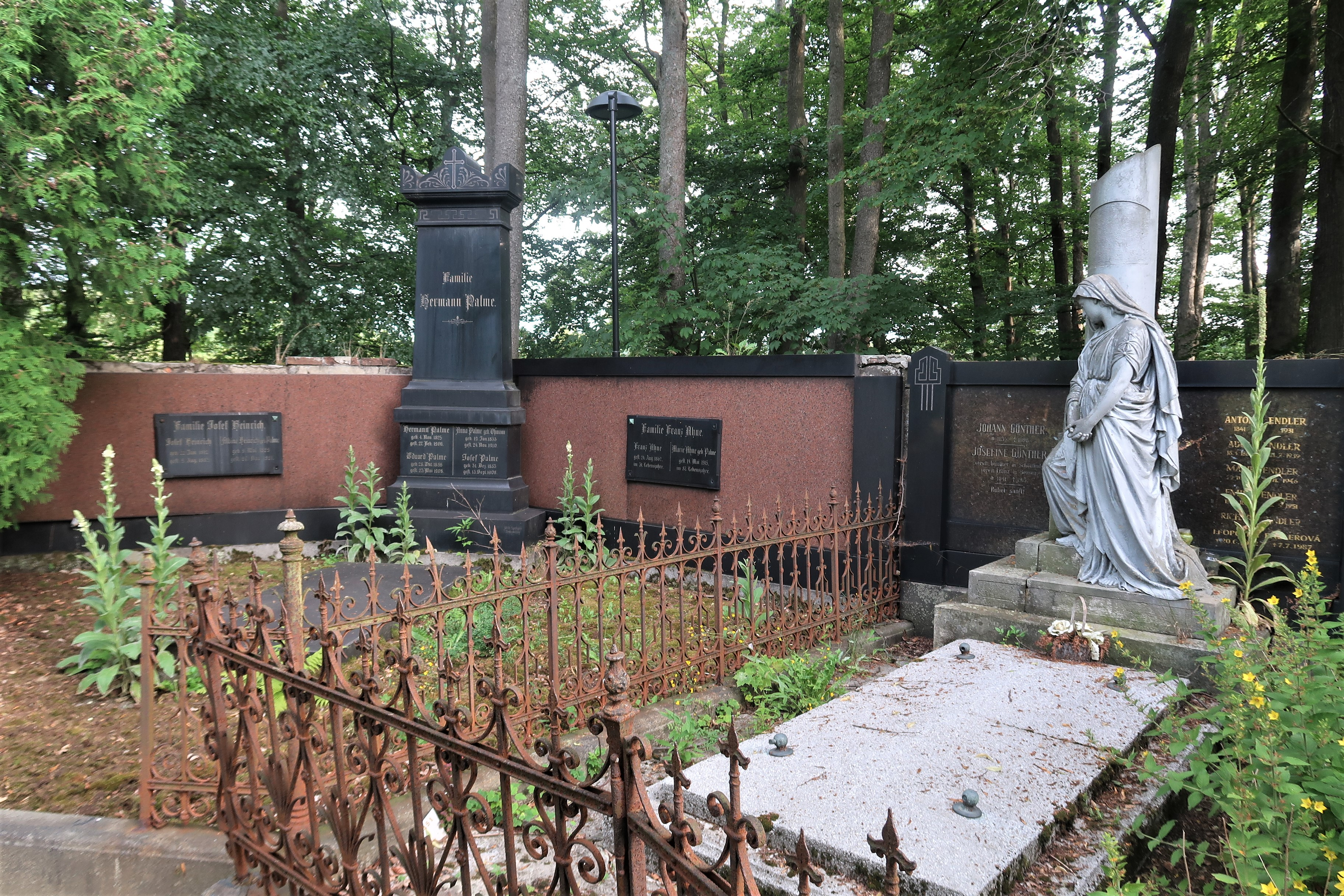
Hrobky německých továrníků na hřbitově
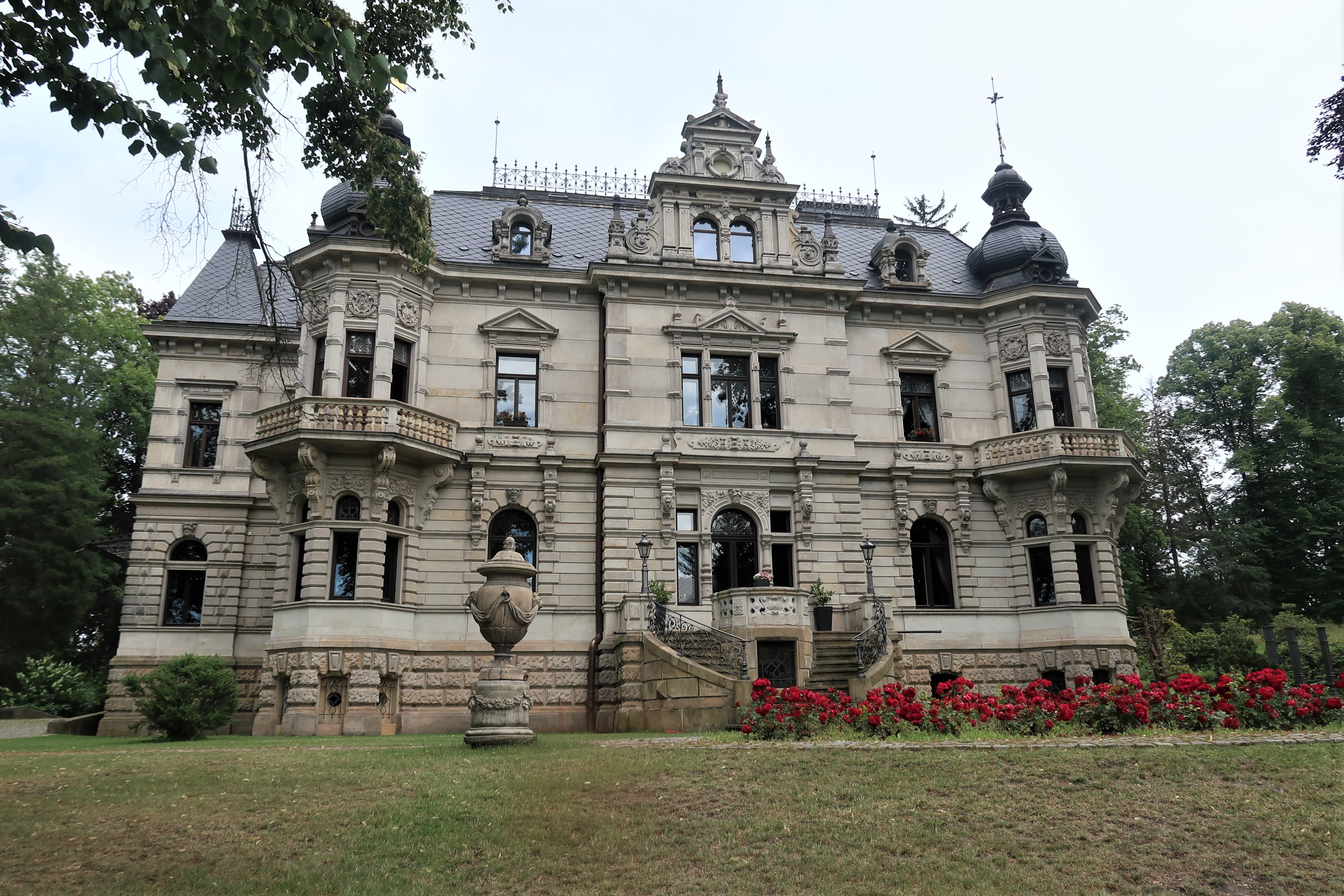
Vila továrníka Eduarda Hielleho (1886–1887)
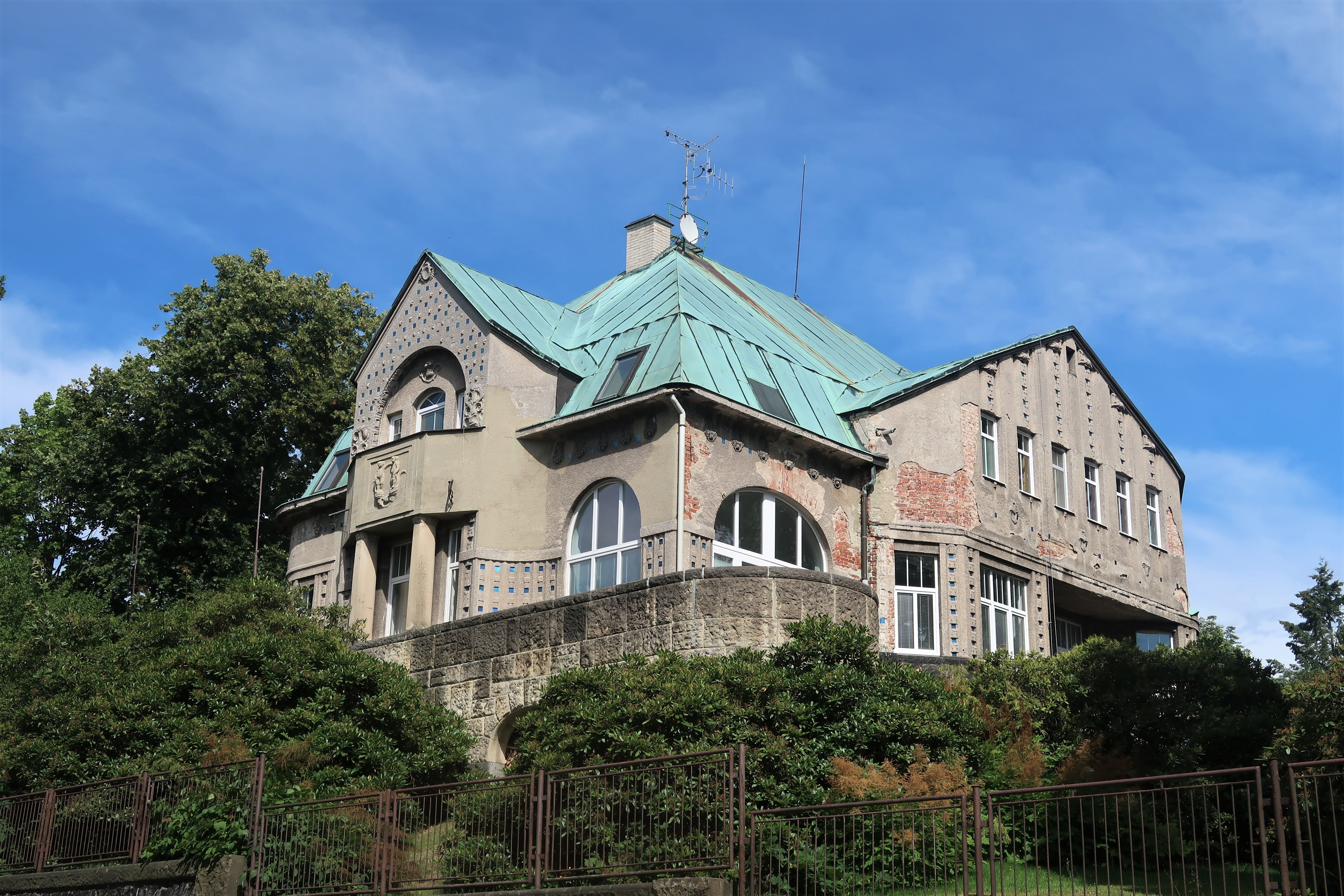
Zdravotní středisko (bývalá vila bankéře a továrníka Eduarda Michela)
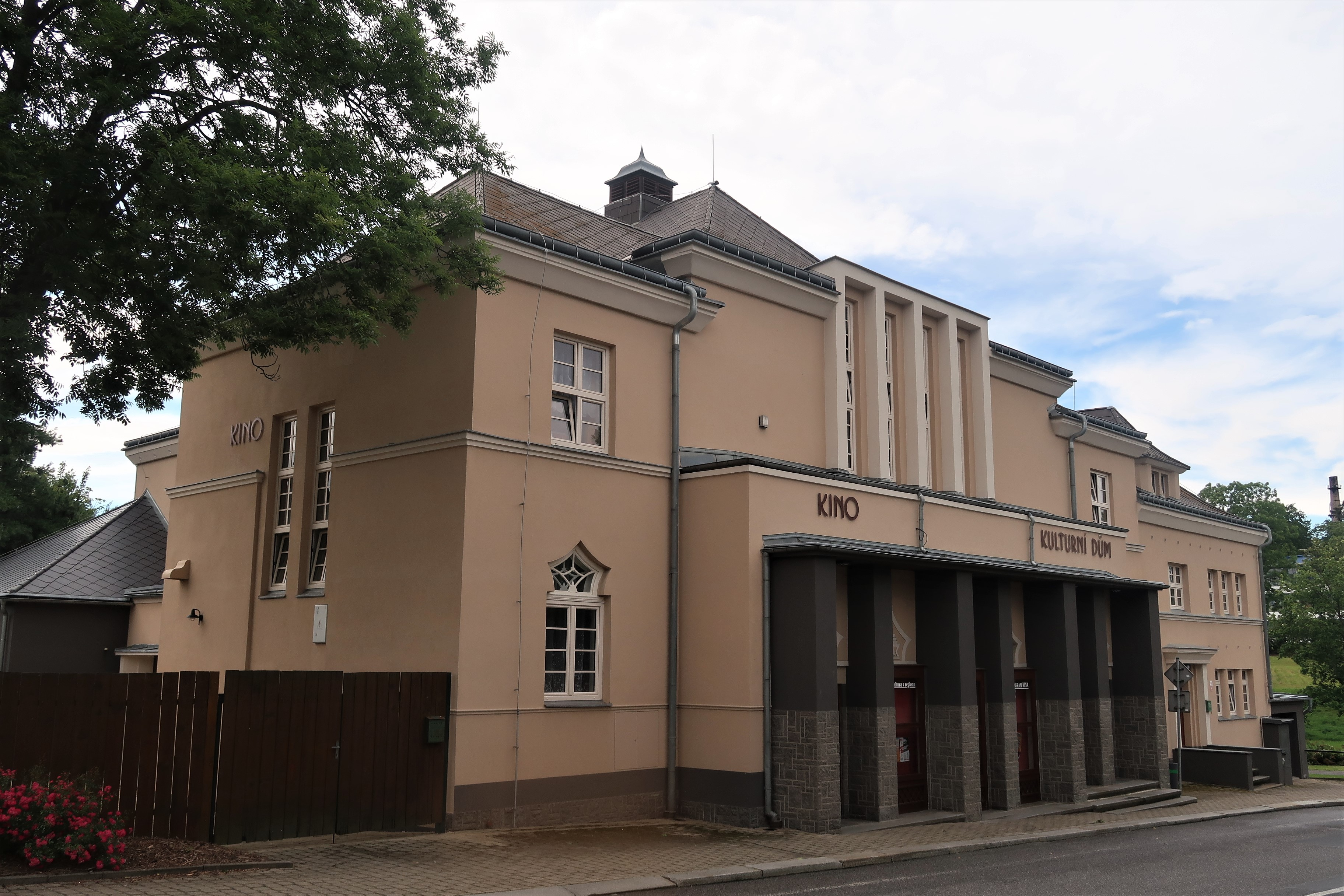
Kino a kulturní dům
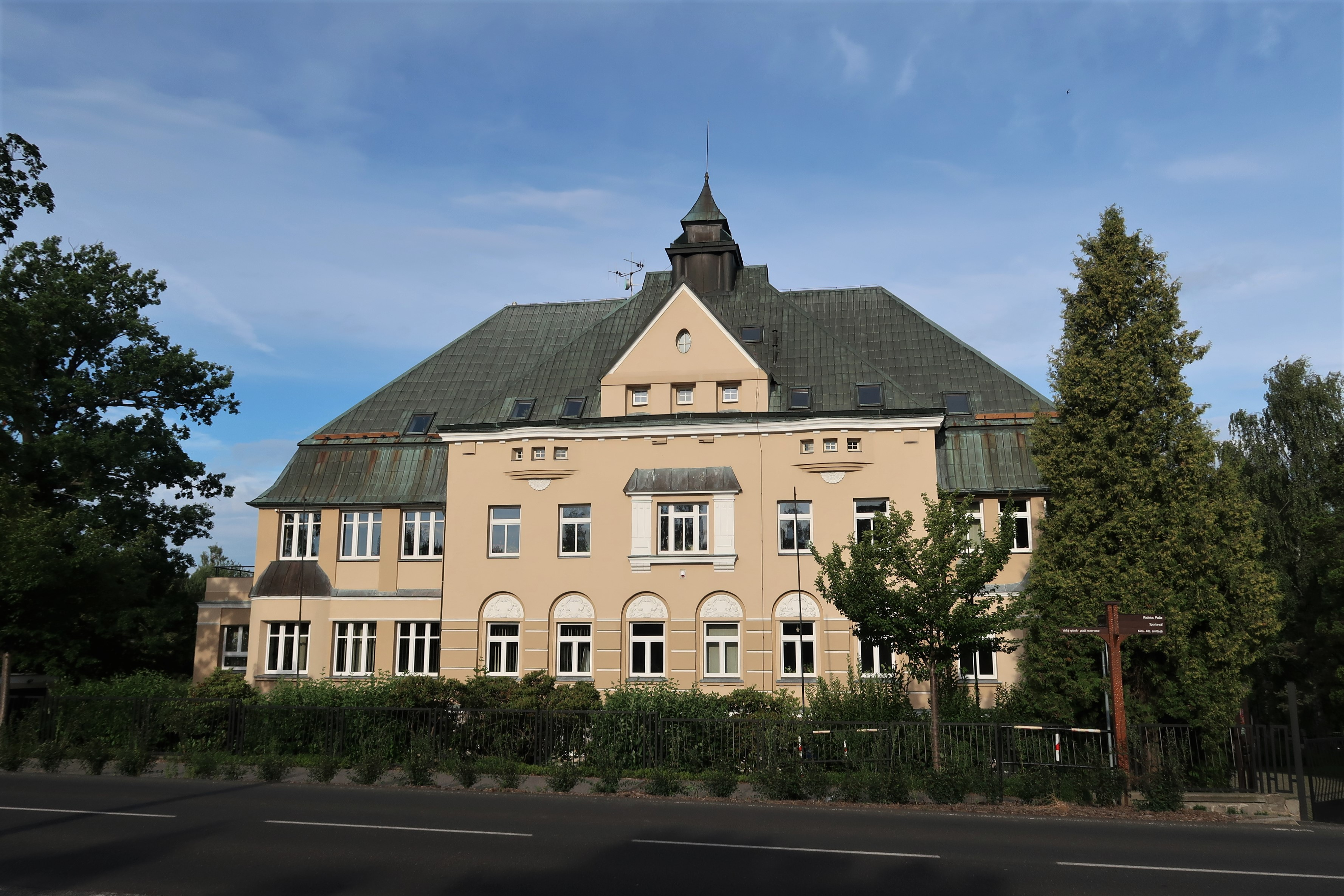
Budova Správy Národního parku České Švýcarsko
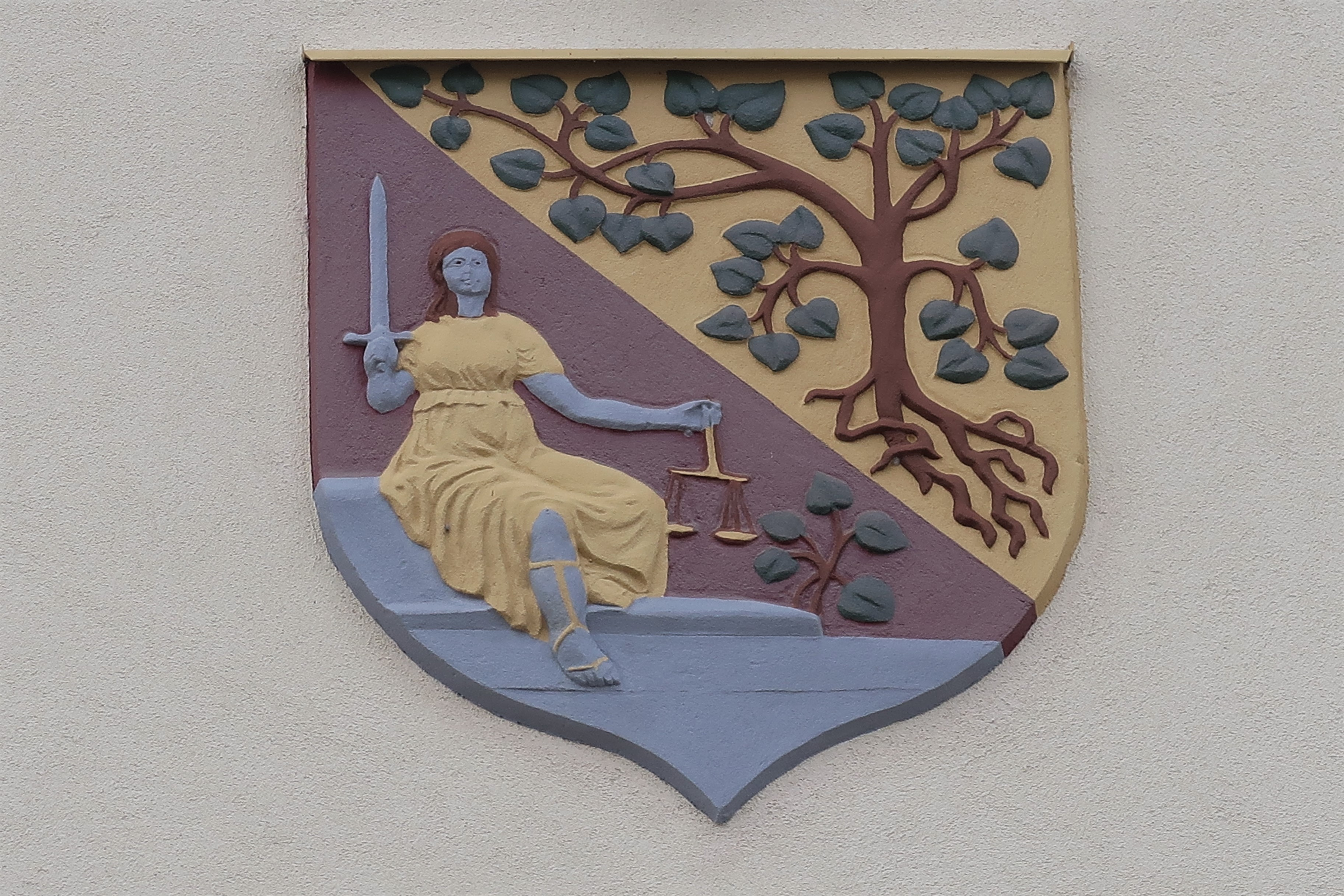
Městský znak na budově bývalé radnice na Křinickém náměstí
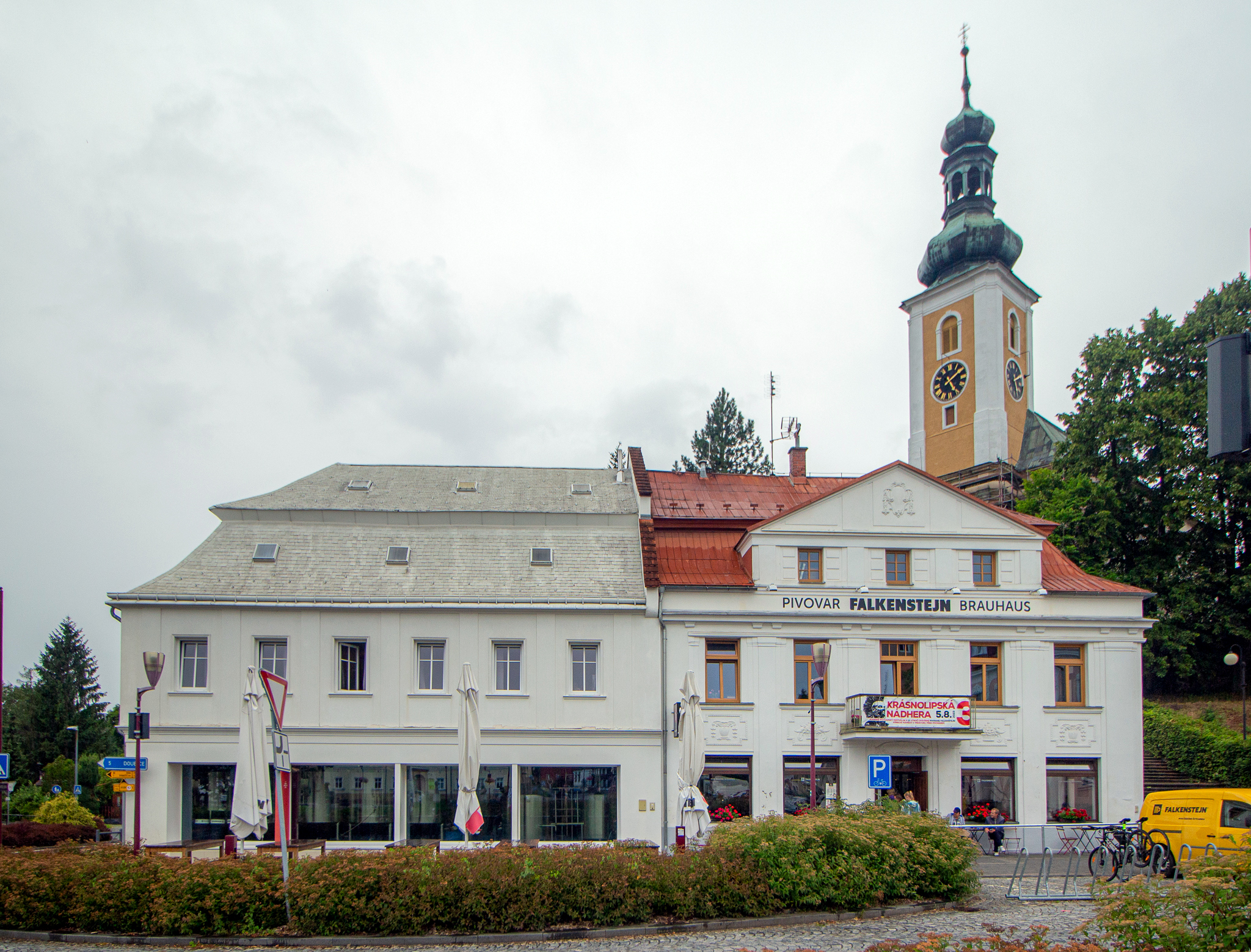
Pivovar Falkenštejn